# 王春 (编辑家)
王春（1907年—1951年），字千秋，笔名首季、启明、君瑜、纪春等，男，山西阳城人，中国编辑家、新闻出版家、文艺评论家，《工人日报》社首任社长，中国民间文艺研究会理事。